# Pseudolasius

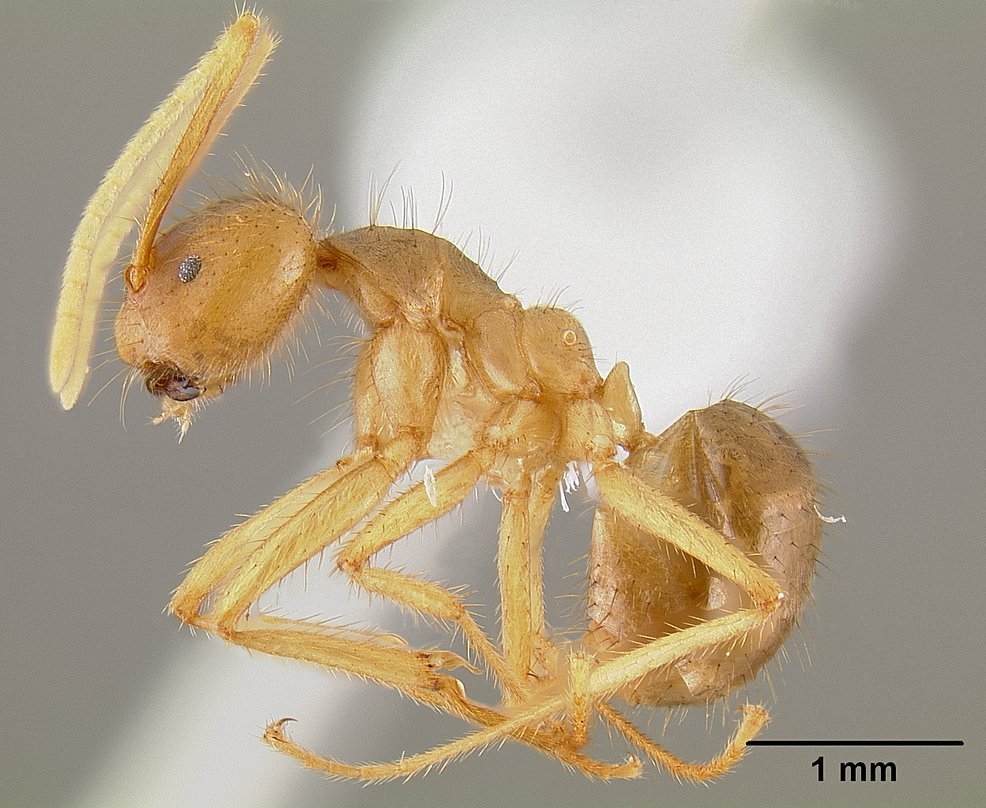
Муравей Pseudolasius australis

Pseudolasius (лат.) — род муравьёв подсемейства формицины (Formicinae, Plagiolepidini). Более 50 видов. Юго-Восточная Азия (большинство видов), Афротропика (2 вида), Австралия (1 вид).

## Описание
Мелкие земляные муравьи желтовато-коричневого цвета. Заднегрудка округлая без проподеальных шипиков. Усики длинные, у самок и рабочих 11—12-члениковые (у самцов усики состоят из 13 сегментов). Жвалы рабочих с 4-7 зубцами. Нижнечелюстные щупики 5-члениковые (также 4, 3 или 2), нижнегубные щупики состоят из 3 сегментов. Голени средних и задних ног с одной апикальной шпорой (или без них). Стебелёк между грудкой и брюшком состоит из одного сегмента (петиоль). Известен один ископаемый вид из эоценового Балтийского янтаря: Pseudolasius boreus Wheeler, W. M., 1915
.
- Виды: Pseudolasius amaurops — P. amblyops — P. australis — P. badius — P. bidenticlypeus — P. binghami — P. boreus — P. breviceps — P. butteli — P. caecus — P. carinatus — P. cibdelus — P. circularis — P. emeryi — P. fallax — P. familiaris — P. hummeli — P. isabellae — P. jacobsoni — P. karawajewi — P. lasioides — P. leopoldi — P. liliputi — P. ludovici — P. machhediensis — P. martini — P. mayri — P. minor — P. minutissimus — P. minutus — P. overbecki — P. pallidus — P. pheidolinus — P. pygmaeus — P. risii — P. salvazai — P. sauteri — P. sexdentatus — P. silvestrii — P. similus — P. streesemanni — P. sumatrensis — P. sunda — P. tenuicornis — P. trimorphus — P. typhlops — P. waigeuensis